# أولغا هوراك
أولغا هوراك (بالتشيكية: Olga Horak)‏ هي كاتِبة أسترالية، ولدت في 1926.